# A Bad Dream
"A Bad Dream" a menudo sólo llamada como Bad Dream, es una canción interpretada y compuesta por la banda inglesa de rock Keane. Aparece en el segundo álbum de la banda llamado Under the Iron Sea. A pesar de que fue el primer sencillo en no alcanzar el UK Top 20, ascendió luego a un razonable puesto número 23 en UK Singles Chart. Aparece en la banda sonora de The O.C. y Scrubs.

## Lista de canciones
Una canción titulada The Night Sky era una obvia elección para un B-Side (Lado B), ya que no había sido lanzado en Under The Iron Sea. Sin embargo, como B-Sides del Sencillo en CD, se eligió a She Sells Sanctuary y Enjoy the Silence, de The Cult y Depeche Mode, respectivamente. Posteriormente, se lanzaría The Night Sky como el siguiente sencillo.
CD single
1."A Bad Dream"
2."She Sells Sanctuary"
3."A Bad Dream (Luna-C Hardcore Remix)"
4."A Bad Dream en vivo en Berlín (Video)"

UK 7" vinyl
1."A Bad Dream"
2."She Sells Sanctuary"

Contenido USB para 256 MB
"A Bad Dream"
"A Bad Dream" (video)
"Enjoy the Silence"
"A Bad Dream (Luna-C Bangin' Remix)"
Competición para ver a la banda en el estadio Wembley Arena

## Significado
Se basa en parte en el poema de W.B. Yeats "Un aviador irlandés prevé su muerte". Rice-Oxley se explica en un pódcast: 
"Queríamos conseguir un equilibrio entre una secuencia como de un sueño. Empieza muy tranquila, y me encanta la idea de estar en un avión, como un Spitfire o algo así, estando tan alto en el cielo que no se puede oír las armas que aparecen a continuación y así sucesivamente. Y casi tengo un sereno silencio que es lo que este poema de Yeats parecía realmente expresar. La canción empieza muy tranquila, pero se vuelve enorme y enojada, ya que va en... El sonido distorsionado del piano en el centro es un sonido bastante amplio y creo que es un intento de expresar todo lo que la ira y la ruptura."